# Aktau
Aktau (kazašsky Ақтау) je město v Kazachstánu. Leží v Mangystauské oblasti v jihozápadní části země na pobřeží Kaspického moře asi 1 700 kilometrů od hlavního města Astany. Žije zde 273 830 obyvatel (2023).

## Geografie
Aktau leží v jihozápadní části Kazachstánu v Mangystauské oblasti na poloostrově Mangyšlak na pobřeží Kaspického moře. Vzhledem k poloze v Kaspické nížině je nadmořská výška většiny území záporná, tedy pod hladinou světového oceánu. Pobřeží Kaspického moře je tvořeno jak písčitými plážemi, vhodnými k rekreaci, tak skalnatými útesy. Aktau je tak v letním období vyhledávaným turistickým cílem nejen pro obyvatele Kazachstánu ale i sousedních zemí.
Ve městě je zcela unikátní systém označování domů. Většina ulic nemá jméno a identifikaci adresného místa určuje tříčíselný kód, označující čtvrť, dům a byt. Tento systém pochází z dob zakládání města, kdy vznikající zástavba byla plánována jako dočasné ubytování pro těžaře.

### Podnebí
Podnebí v Aktau je charakterizováno jako studené aridní se suchými léty a mírnými zimami. Plážová sezóna trvá od května do září s průměrnou teplotou vody 21 °C.
Přehled průměrné teploty a srážek podle měsíců:

| Aktau – podnebí             | Aktau – podnebí | Aktau – podnebí | Aktau – podnebí | Aktau – podnebí | Aktau – podnebí | Aktau – podnebí | Aktau – podnebí | Aktau – podnebí | Aktau – podnebí | Aktau – podnebí | Aktau – podnebí | Aktau – podnebí | Aktau – podnebí |
| Období                      | leden           | únor            | březen          | duben           | květen          | červen          | červenec        | srpen           | září            | říjen           | listopad        | prosinec        | rok             |
| --------------------------- | --------------- | --------------- | --------------- | --------------- | --------------- | --------------- | --------------- | --------------- | --------------- | --------------- | --------------- | --------------- | --------------- |
| Průměrné denní maximum [°C] | 1               | 2               | 6               | 14              | 22              | 26              | 29              | 28              | 23              | 16              | 9               | 3               | 15              |
| Průměrné denní minimum [°C] | −2              | −2              | 1               | 7               | 15              | 19              | 22              | 21              | 16              | 9               | 3               | 0               | 9               |
| Průměrné srážky [mm]        | 8               | 9               | 15              | 17              | 20              | 16              | 16              | 16              | 17              | 16              | 16              | 16              | 182             |
| Zdroj:                      |                 |                 |                 |                 |                 |                 |                 |                 |                 |                 |                 |                 |                 |

## Historie
Území, na kterém se nachází současné město Aktau, bylo již ve starověku obýváno kmenem Skytů. Archeologické nálezy však naznačují, že osídlení bylo spíše řídké, a to i přesto, že touto oblastí vedla jedna z tras Hedvábné stezky. Příčinou byl zřejmě polopouštní charakter krajiny a s tím spojený nedostatek pitné vody.
Situace se však radikálně změnila na počátku druhé poloviny 20. století, když byla v oblasti objevena bohatá naleziště uranu a zejména ropy. V roce 1958 založili prospektoři hledající uranová ložiska osadu Melovoje, nazvanou podle jména zálivu, u nějž vznikla. Po dobudování zařízení pro těžbu bylo osada přejmenována na Gurjev-20 a uzavřena. V roce 1963 bylo uzavření odvoláno a nově vznikající město dostalo jméno Aktau. Avšak již o rok později bylo přejmenováno znovu, tentokrát se mu dostalo názvu Ševčenko na počest ukrajinského básníka Tarase Ševčenka, který žil v letech 1850–1857 ve vyhnanství ve městě Novopetrskoje vzdáleném asi 100 km severozápadním směrem. Jméno bylo vybráno, protože velké množství prvních obyvatel, kteří se přistěhovali za pracovními příležitostmi, bylo ukrajinského původu. Po rozpadu Sovětského svazu bylo v roce 1991 městu navráceno jméno Aktau.
V roce 2018 Aktau hostilo pátý summit kaspických států, kde si pět kaspických zemí rozdělilo hranice Kaspického moře.

## Ekonomika a infrastruktura

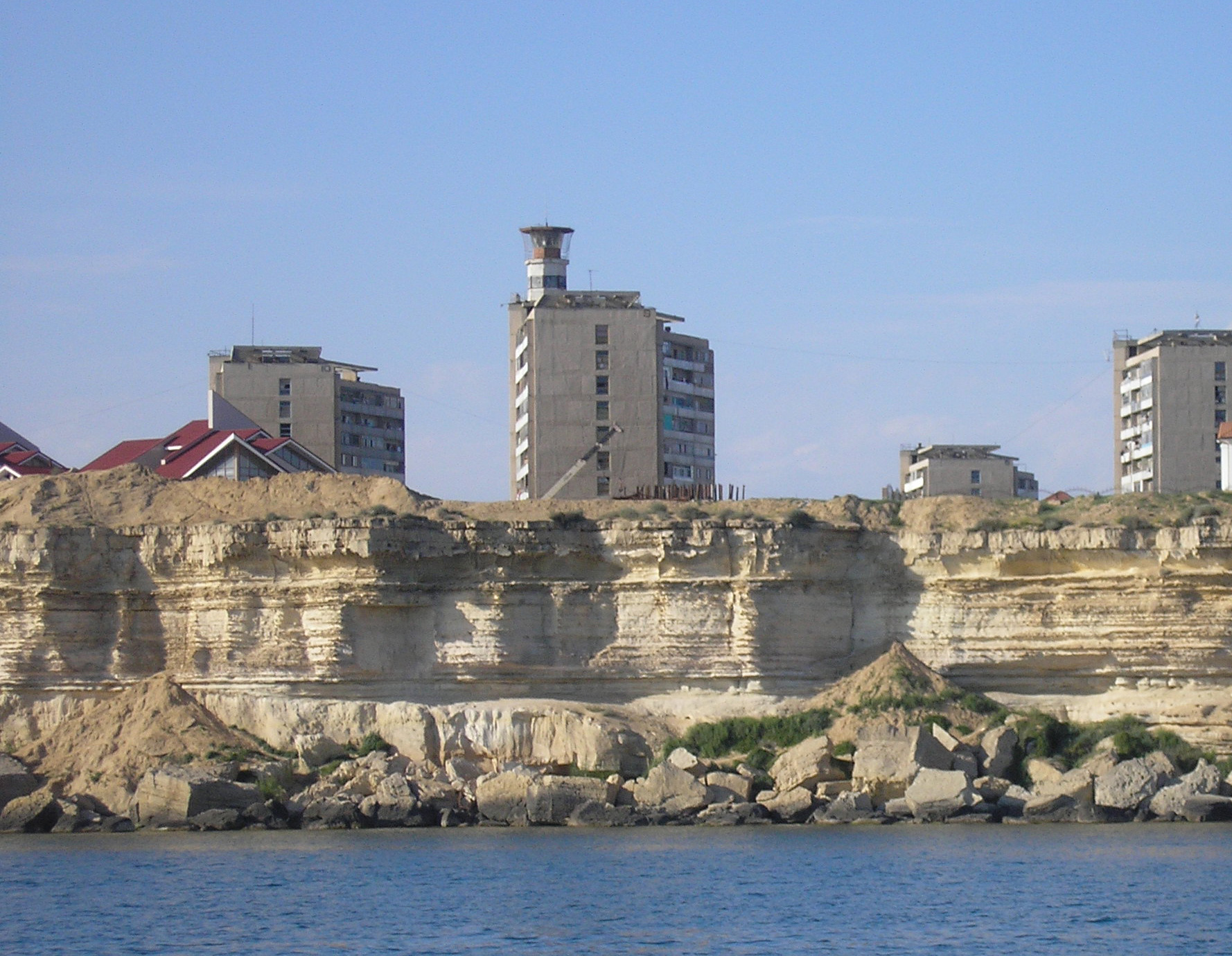
Maják na střeše obytného domu

### Průmysl a energetika
Převažujícím odvětvím průmyslu jsou podniky zaměřené na zpracování ropy a jejích produktů. V tomto odvětví patří Aktau k nejvýznamnějším centrům v Kazachstánu. K tomu přispívá i strategická poloha jako přístavního města u Kaspického moře.
Od roku 1973 byl na území města v provozu jaderný reaktor BN-350 FBR. Byl využíván nejen pro výrobu elektrické energie, ale i k produkci plutonia a k odsolování mořské vody. V devadesátých letech jeho využití postupně klesalo a v roce 1999 musel být odstaven z důvodu nedostatku vhodného paliva.

### Projekt dalšího rozvoje
V roce 2007 představil prezident Kazachstánu Nursultan Nazarbajev nový velkorysý projekt dalšího rozvoje města. Na severozápad od stávajícího města mělo být postaveno město zcela nové. Na ploše 4 km² byly naplánovány jak obytné, tak obchodní čtvrti. V srpnu 2013 byl projekt odvolán.

## Doprava

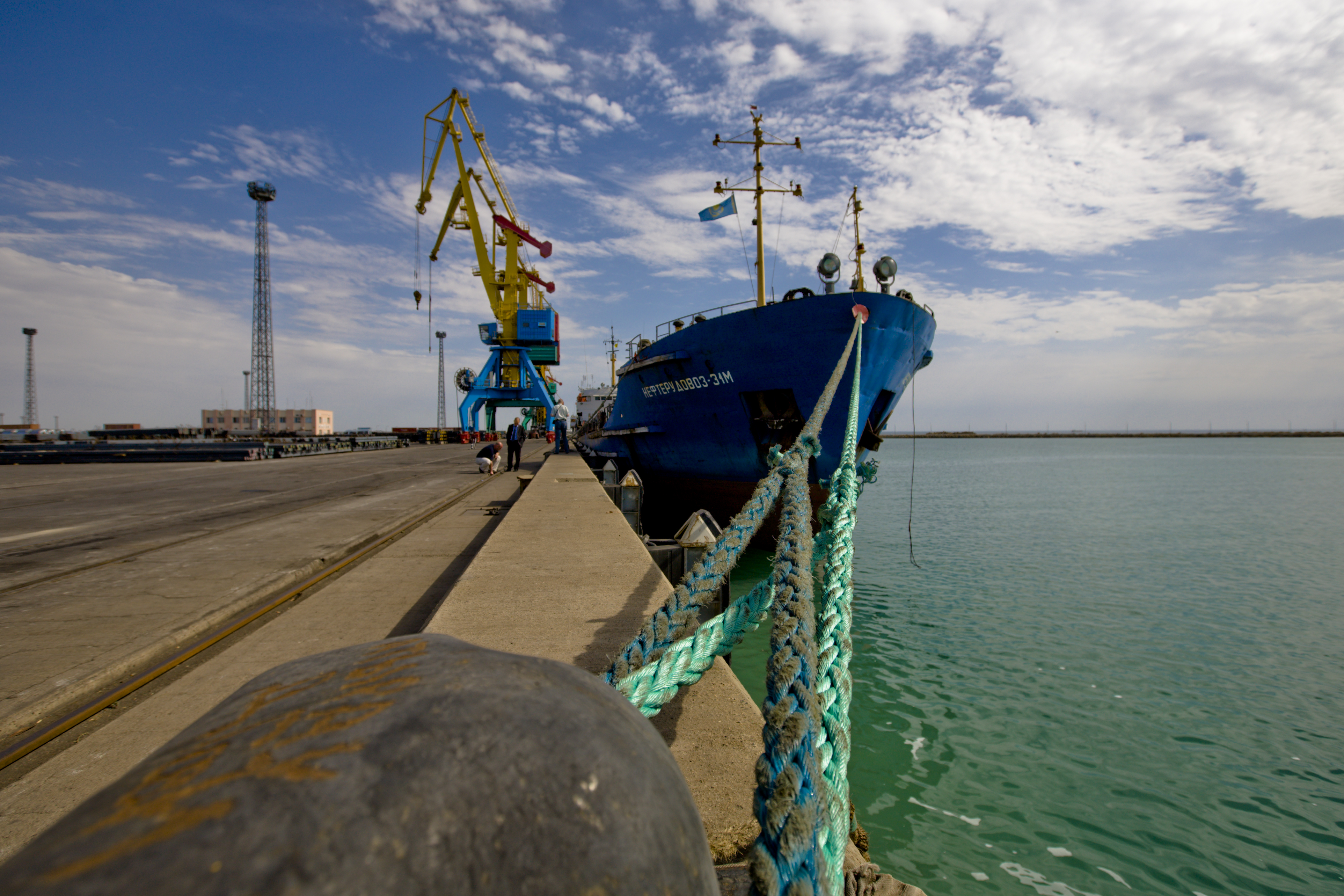
Přístav v Aktau

Město je dopravně obsluhováno zejména autobusy, nezanedbatelný vliv má i taxislužba. Vnitrostátní a mezinárodní spojení zajišťuje železniční a letecká doprava, největší význam má ovšem doprava vodní. Přístav Aktau se nachází na východním pobřeží Kaspického moře a je jediným přístavem v Kazachstánu určeným pro mezinárodní nákladní přepravu, zejména ropy a ropných produktů. Trajekt z Aktau do Baku v Ázerbájdžánu je součástí mezinárodního projektu novodobé Hedvábné stezky z Číny do evropských zemí.
V červenci 2021 bylo oznámeno, že se zvažuje vybudování pravidelné lodní trasy mezi přístavy Aktau a Astrachaň, aby se podpořil vzájemný obchod mezi Ruskem a Kazachstánem.

## Partnerská města
- Sumqayit, Ázerbájdžán
- Gorgan, Írán
- Karamaj, Čína
- Čchangwon, Jižní Korea
- Samsun, Turecko
- Machačkala, Rusko